# Arbre vivant
En droit canadien, la théorie de l'arbre vivant est une théorie d'interprétation constitutionnelle qui affirme que la Constitution du Canada est organique et doit être interprétée de façon large et libérale de façon à l'adapter à l'évolution de la société.
La théorie de l'arbre vivant est profondément enracinée en droit constitutionnel canadien depuis l'arrêt constitutionnel de 1927-28 Edwards c. Canada (procureur général), également appelé « affaire personne » où Lord Sankey a écrit : « L'Acte de l'Amérique du Nord britannique a planté au Canada un arbre capable de grandir et de grossir dans ses limites naturelles. ». C'est la théorie de l'interprétation progressiste, par laquelle on entend que la Constitution ne peut être interprétée de la même façon qu'une loi ordinaire. Elle doit plutôt être interprétée dans son contexte social afin d'assurer qu'elle s'adapte aux mœurs et qu'elle en reflète les changements. Si son interprétation adhérait uniquement à la volonté de ses rédacteurs et demeurait figée dans le passé, la constitution ne serait pas un reflet fidèle de la société et tomberait éventuellement en désuétude.
Dans le Renvoi relatif au mariage entre personnes de même sexe, la Cour suprême du Canada a écrit : « Le raisonnement fondé sur l’existence de “concepts figés” va à l’encontre de l’un des principes les plus fondamentaux d’interprétation de la Constitution canadienne : notre Constitution est un arbre vivant qui, grâce à une interprétation progressiste, s’adapte et répond aux réalités de la vie moderne. ».
L'interprétation de la Charte canadienne des droits et libertés suit également la théorie de l'arbre vivant. Dans le Renvoi sur la Motor Vehicle Act (C.-B.), le juge Antonio Lamer a écrit : « Si on veut que "l'arbre" récemment planté qu'est la Charte ait la possibilité de croître et de s'adapter avec le temps, il faut prendre garde que les documents historiques comme les procès‑verbaux et témoignages du Comité mixte spécial n'en retardent la croissance. ».